# Promenáda Anny Politkovské
Promenáda Anny Politkovské se nachází v pražském parku Stromovka. Nese jméno zavražděné ruské novinářky, spisovatelky a politické aktivistky Anny Politkovské (1958–2006). Slavnostní odhalení názvu proběhlo 27. února 2020, v den pátého výročí úmrtí ruského opozičního politika Borise Němcova, po kterém bylo zároveň pojmenováno blízké náměstí Pod kaštany, nyní Náměstí Borise Němcova.
Jméno dalšího kritika ruského vládnoucího režimu nese vyhlídka v těsné blízkosti promenády i Ruského velvyslanectví v Praze. Je označena jako Vyhlídka Alexeje Navalného. Pojmenování však není oficiální, navíc v Praze lze pojmenovávat ulice jen po lidech, kteří již zemřeli. „Vladimir Putin se snaží tuto překážku usilovně odstranit, ale doufám, že se to nepovede,“ komentoval název vyhlídky starosta Prahy 7 Jan Čižinský.

## Galerie

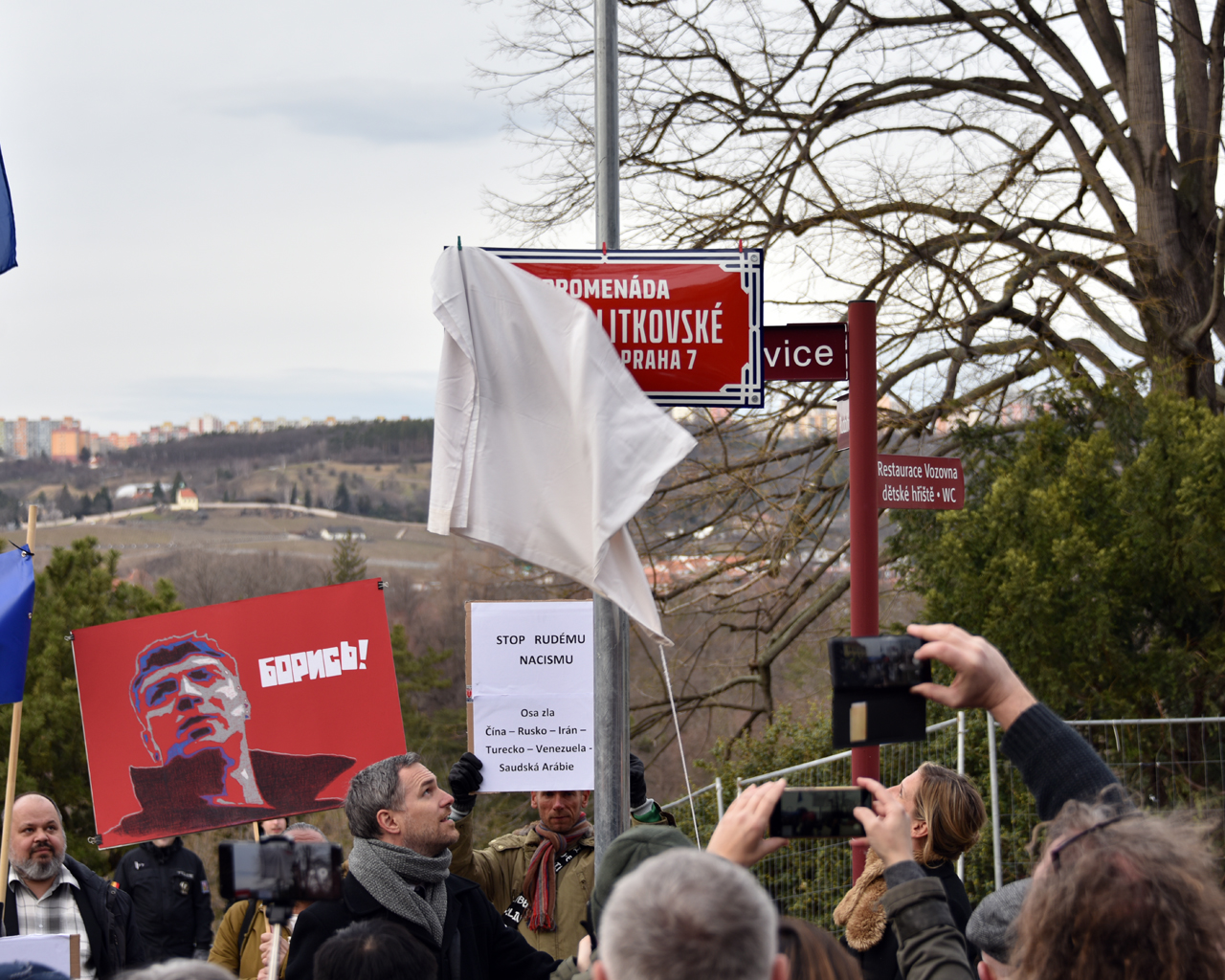
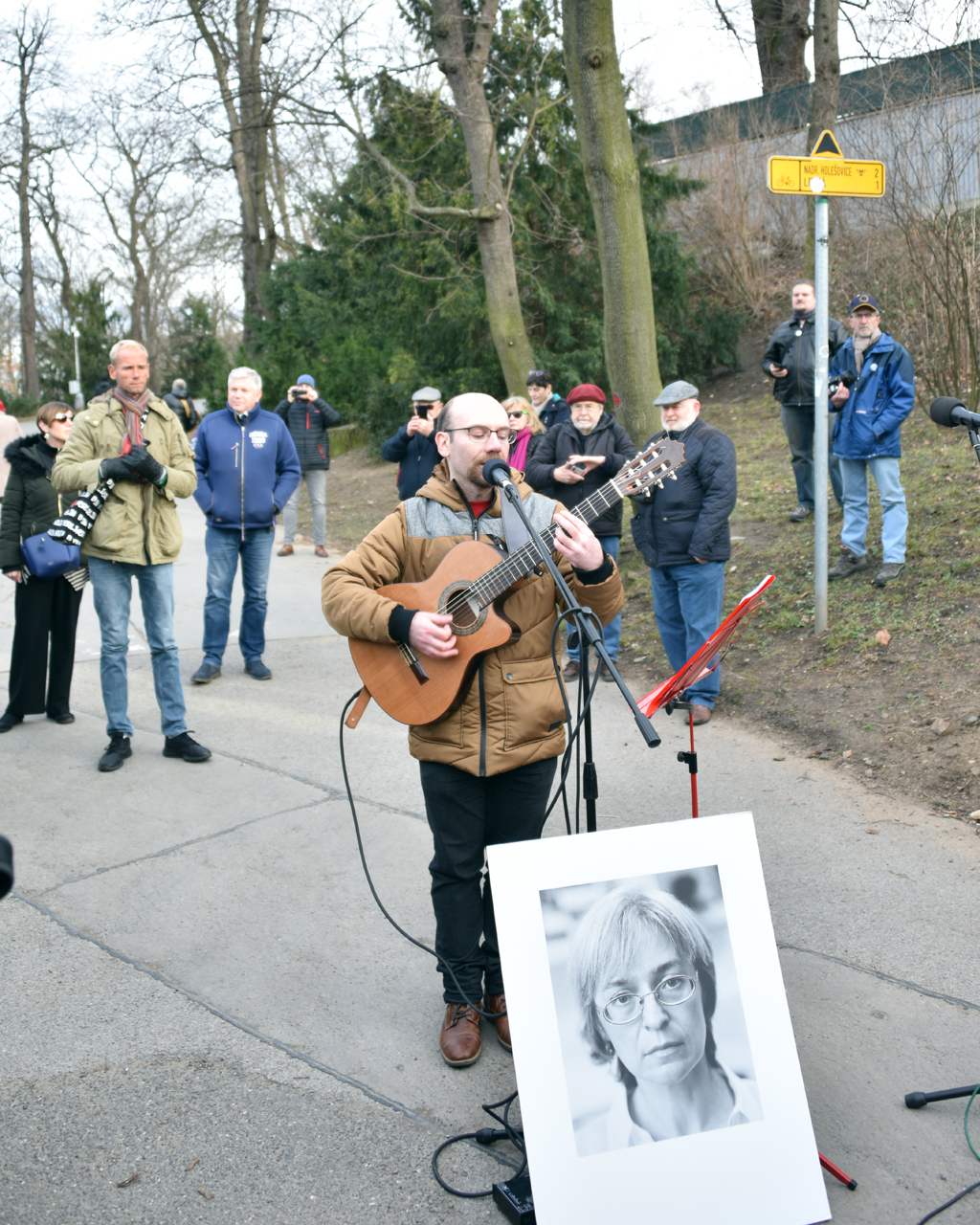
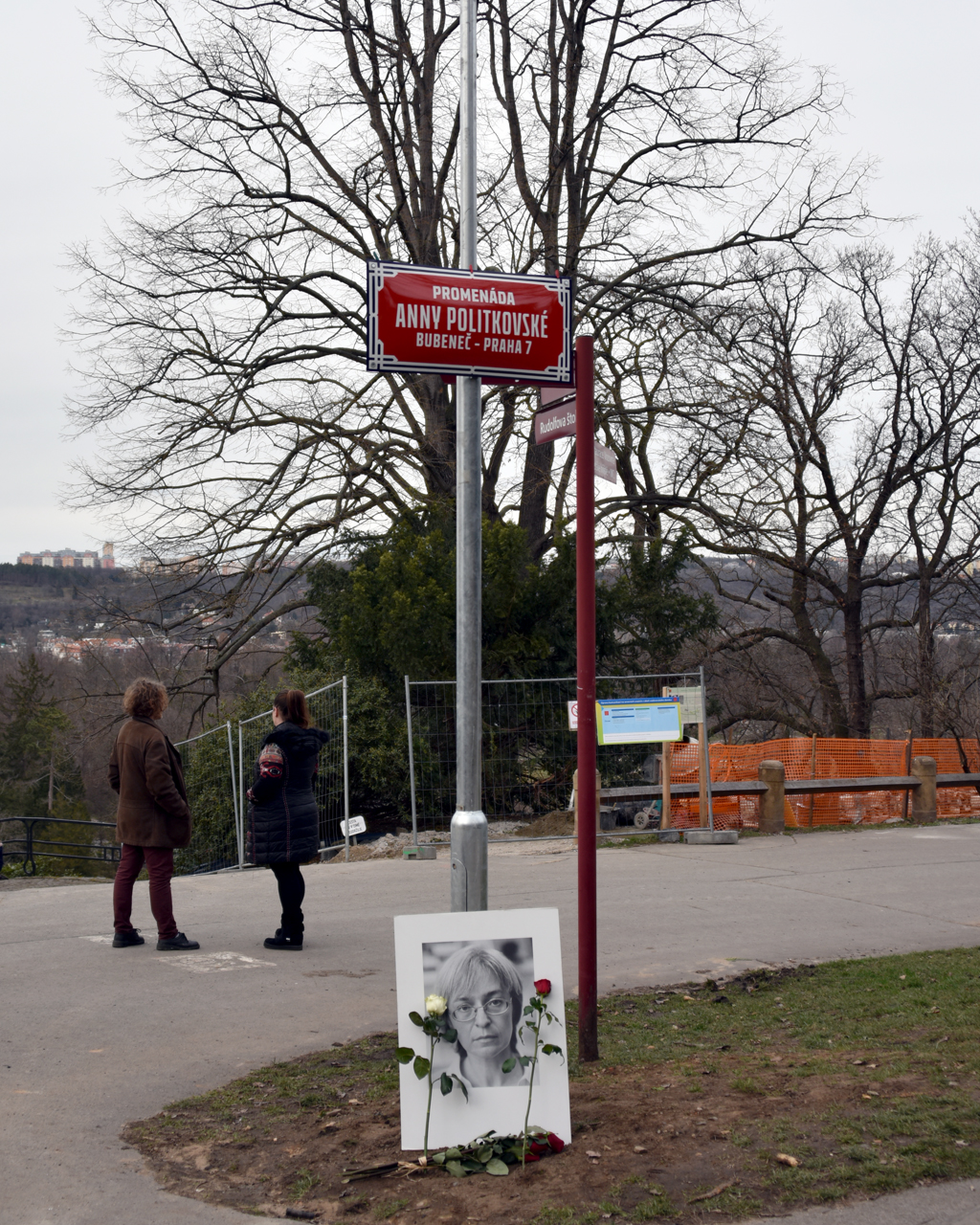
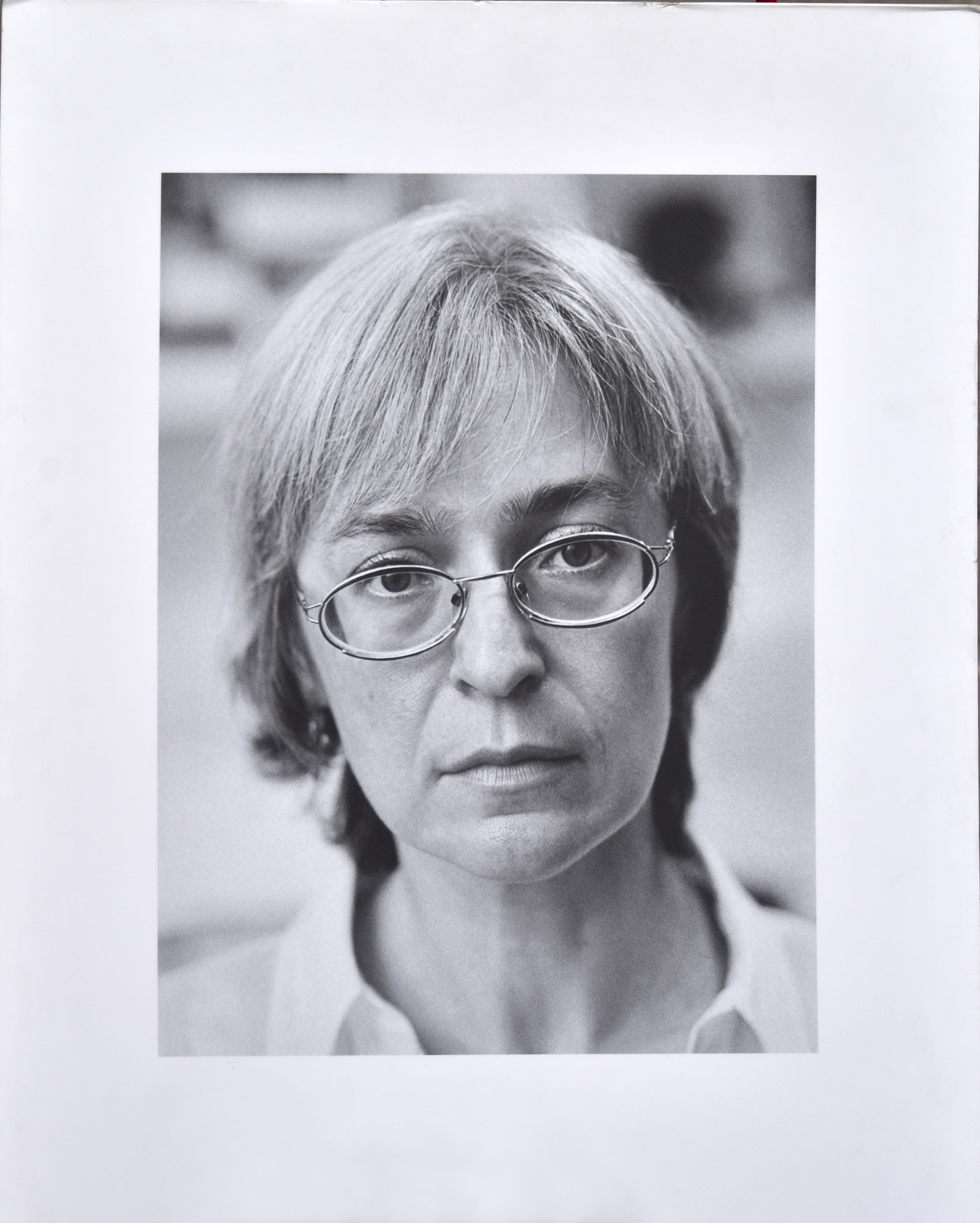

## Vyhlídka Alexeje Navalného v Praze

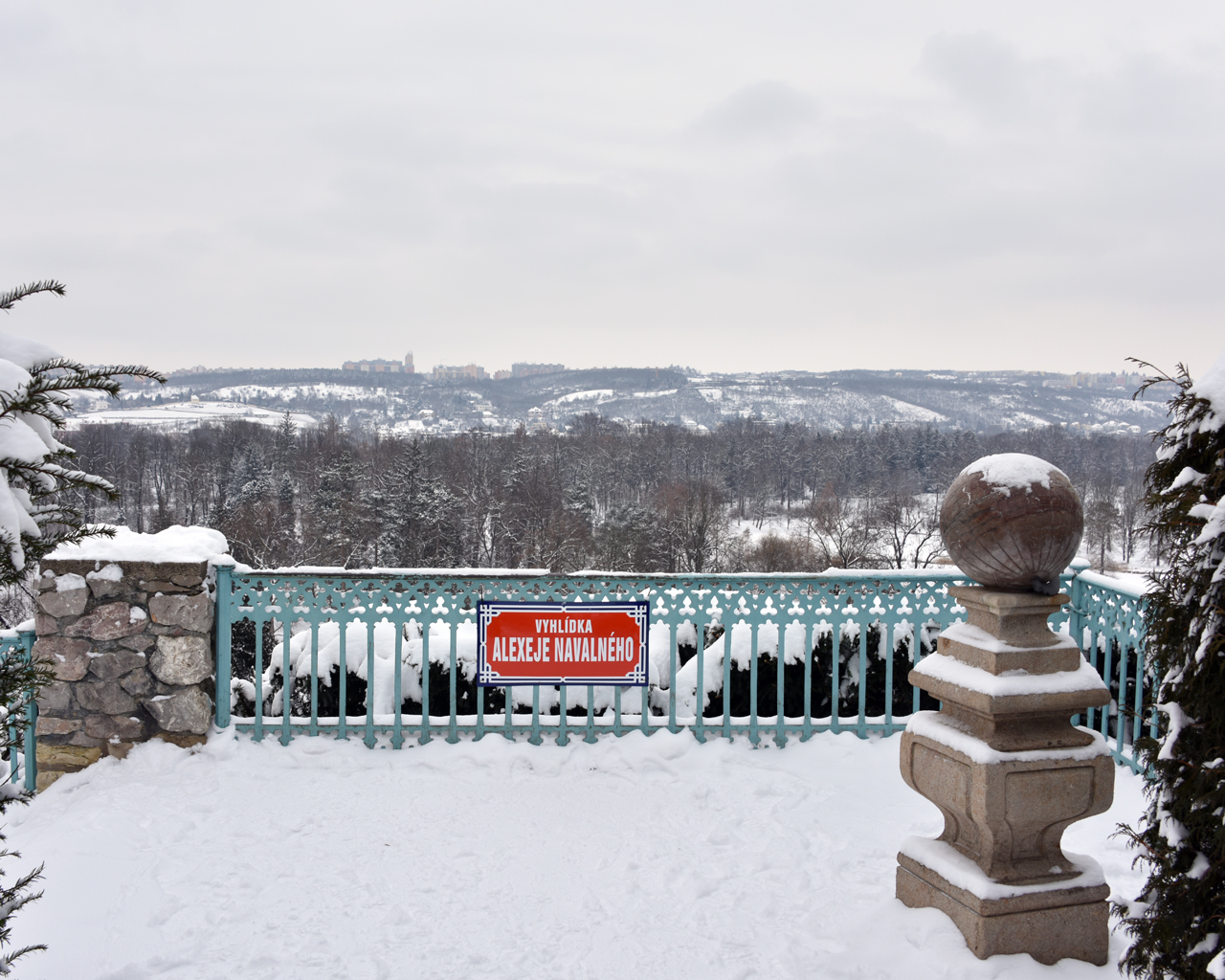
Vyhlídka Alexeje Navalného

V únoru 2021 vznikla v sousedství Místodržitelského letohrádku ve Stromovce a na dohled od velvyslanectví Ruské federace neoficiální Vyhlídka Alexeje Navalného. V její blízkosti se nachází Náměstí Borise Němcova.